# Riccardo Schicchi
Riccardo Schicchi (* 12. März 1953 in Augusta, Syrakus, Sizilien; † 9. Dezember 2012 in Rom, Latium) war ein italienischer Filmregisseur, Drehbuchautor, Fotograf und Hörfunkmoderator. Ab den späten 1979er Jahren wurde er durch die Realisierung von Aktfotos und Pornofilmen von Ilona Staller national bekannt. Er realisierte außerdem mehrere Pornofilme mit Moana Pozzi als Hauptdarstellerin.

## Leben
Schicchi wurde am 12. März 1953 auf Sizilien geboren. Er absolvierte die Kunstschule mit einer Spezialisierung auf Fotografie. Seine ersten beruflichen Schritte machte Schicchi als Fotograf für die Zeitschrift Epoca. Für das Blatt reiste er an verschiedenen Orte in der Welt, darunter auch Kriegsgebiete. Er lernte Ilona Staller kennen und beide arbeiteten als Moderatoren der Radiosendung Voulez-vous coucher avec moi? mit Diskussionen über Sex sowie mit Live-Anrufen aus dem Publikum. Staller erhielt daraufhin den Spitznamen „Cicciolina“. 1983 gründeten die beiden zusammen die Modelagentur Diva Futura.
In vielen seiner Pornofilme ließ er Moana Pozzi oder Éva Henger die Hauptrollen übernehmen, die dadurch nationale Bekanntheit erhielten. Pozzi wollte er außerdem als das Gesicht seiner Partei Partito dell'Amore (Partei der Liebe) etablieren. 1990 wurde der Einzug ins Parlament nur knapp verpasst. Am 9. Januar 1994 heiratete er die damals 22-Jährige Henger. 18. August 1991 wurde bereits die gemeinsame Tochter Mercedesz Henger geboren, die als Reality-Star eine gewisse Popularität erreichen konnte. Am 22. Dezember 1994 kam der gemeinsame Sohn Riccardo Schicchi Jr. zur Welt. Henger und Schicci trennten sie im Laufe der Ehe, ließen sich allerdings offiziell nie scheiden.
Schicchi erkrankte an Diabetes mellitus Typ 2 und musste daraufhin ins Krankenhaus. Die Krankheit beeinträchtigte sein Sehvermögen und verursachte eine chronische Nierenerkrankung. Schicchi verstarb am 9. Dezember 2012 im San Pietro Hospital in Rom an den Folgen seiner Diabeteserkrankung.
In dem 2024 uraufgeführten Spielfilm Diva Futura über die titelgebende Firma wird Schicci von Pietro Castellitto gespielt.

## Filmografie (Auswahl)
- 1979: Ein zärtliches Biest (Cicciolina amore mio)
- 1983: La conchiglia dei desideri
- 1984: Porno Poker
- 1984: Cicciolina il giorno dopo – Orgia nucleare
- 1986: Banane al cioccolato
- 1986: Cicciolina Number One
- 1986: Telefono rosso
- 1986: I racconti sensuali di Cicciolina
- 1987: Extreme Heat (Carne bollente)
- 1987: Fantastica Moana
- 1987: Moana, la bella di giorno
- 1988: Moana la scandalosa
- 1989: L'uccello della felicità
- 1989: Il vizio di Baby e l'ingordigia di Ramba
- 1990: La mia preda
- 1991: Pioggia di piacere
- 1991: Luna Park dell'amore
- 1991: Bagnate davanti e di dietro
- 1992: Notti magiche
- 1993: A culo nudo
- 1994: Il Fuoco della Trasgressione
- 1994: Carcere amori bestiali
- 1995: La taverna dei mille peccati
- 1995: Abissi veniali
- 1997: Finalmente pornostar (la conchiglia violata)
- 1998: I Vizi delle Collegiali
- 1999: Eva per Tutti!
- 2001: Scacco alla regina
- 2001: Gli esami orali delle collegiali
- 2005: Analità marziane
- 2010: I Predatori del Camerun